# Ahmed Paixà Hezarpare
Ahmed Paixà Hezarpare (mort 1548) fou gran visir otomà del 1546 al 1548. Hezarpare fou un malnom pòstum que se li va donar, segons els historiadors perses, perquè després de ser assassinat per estrangulació, el seu cos va ser esquarterat (en persa hezarpare significa «mil trossos»).
Després de la destitució de Sultan-Zade el desembre del 1645, el sulta Ibrahim I el va nomenar gran visir. Sota el seu govern els venecians van ocupar Ténedos. També es va produír el casament del sultà amb una de les seves concubines Telli Khasseki, a la que va oferir el palau d'Ibrahim Pasha a l'Hipòdrom d'Istanbul, palau que va ordenar que fos cobert de tapissos; aquest i d'altres capricis havien provocat un augment considerable dels impostos (augment que no repercutia en la inversió en la guerra contra Venècia) i, per tant, el descontentament popular. A les províncies hi va haver alguna revolta com la de Varbar Ali Pasha a Sivas que fou reprimida per Ipshir Mustafa Pasha.
Les bogeria del sultà Ibrahim I va fer que alguns oficials dels geníssers es posessin d'acord amb els ulemes per donar un cop d'estat. La primera víctima fou el propi gran visir, que fou assassinat pels colpistes el 8 d'agost de 1648. Poques hores després el sultà Ibrahim I I era deposat.